# Brennender Hahnenfuß
Der Brennende Hahnenfuß (Ranunculus flammula) ist eine Pflanzenart aus der Gattung Hahnenfuß (Ranunculus) in der Familie der Hahnenfußgewächse (Ranunculaceae). Er ist auf der Nordhalbkugel weit verbreitet.

## Beschreibung

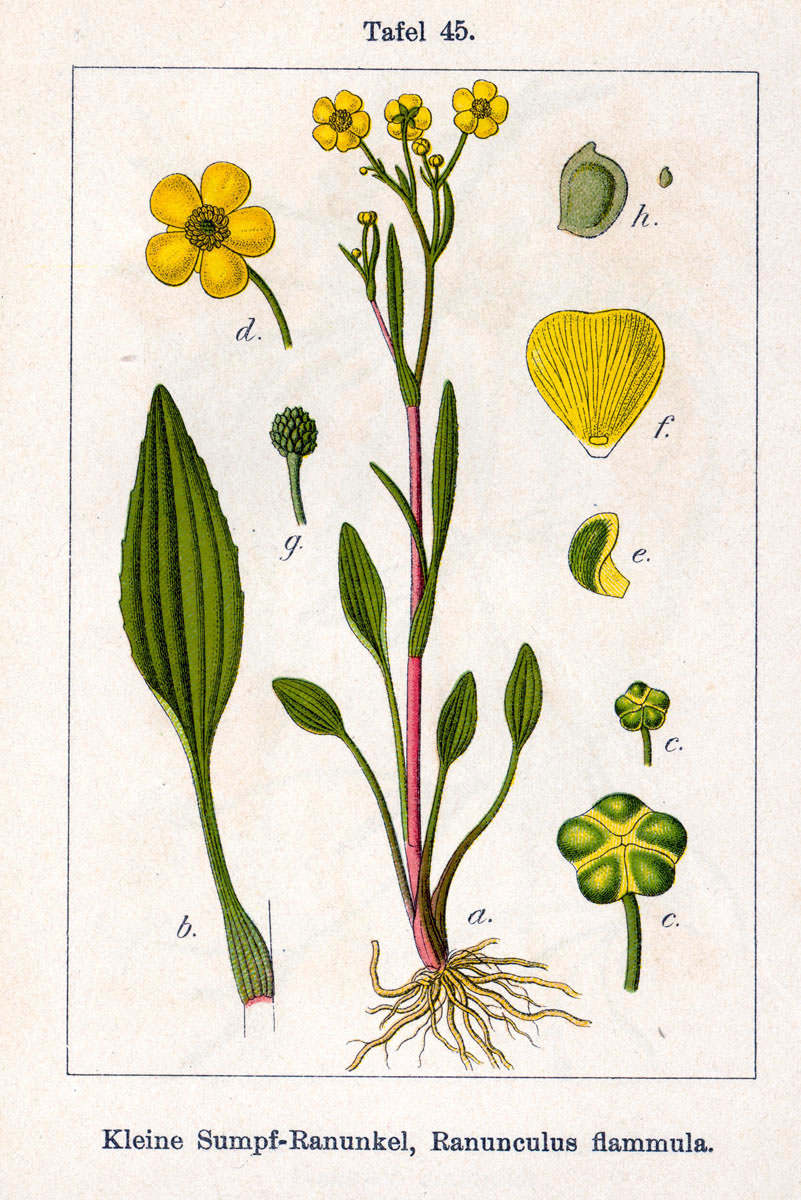
Illustration

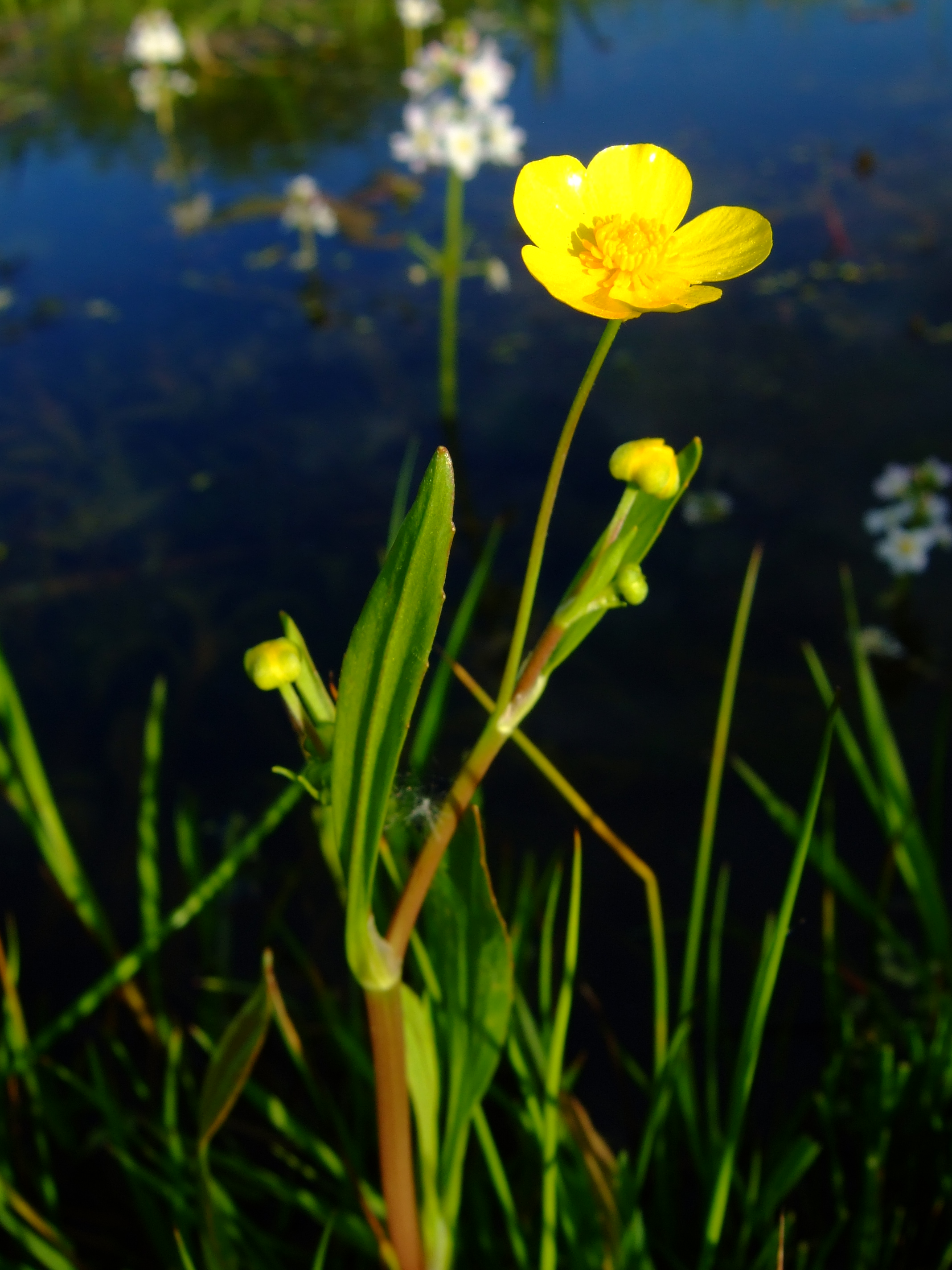
Oberes Ende des Stängels mit Blüten

### Erscheinungsbild und Laubblätter
Der Brennende Hahnenfuß ist eine sommergrüne, ausdauernde, krautige Pflanze, die Wuchshöhen von 8 bis 50, in Ausnahmen 70 cm erreicht. Die Art hat einen kurzen „Wurzelstock“ und faserige Seitenwurzeln. Der aufrechte, aufsteigende, seltener niederliegende oder im Wasser flutende Stängel ist wellig gebogen, kahl oder spärlich behaart und nur an den unteren Knoten (Nodien) bilden sich Wurzeln. Die grünen bis rötlich überlaufenen Stängelglieder sind zwischen den Knoten gerade.
Der Brennende Hahnenfuß kommt in einer Landform, einer Schwimmblattform und in einer untergetauchten Wasserform vor. Diese Wuchsformen sind jedoch nicht genetisch fixiert, sondern entwickeln sich je nach Wasserstand und können ineinander übergehen. Schwimmblattformen bilden sich vor allem im Frühjahr bei Überschwemmungen. Dabei verlängern sich die Blattstiele stark und die an der Oberfläche schwimmenden Blattspreiten vergrößern sich. Bei der Wasserform sind die Blätter dagegen reduziert; die Blüten verkümmern. Die lang gestielten Grundblätter haben eine 7 cm lange, keilförmige oder abgerundete, ganzrandige Blattspreite. Die mit sitzender Scheide kurz gestielten Stängelblätter besitzen eine lanzettliche, ganzrandige bis gesägte Blattspreite. Dabei sind die Blattspreiten der untersten Stängelblätter mit einer Länge von 0,7 bis 6,5 cm und einer Breite von 0,04 bis 1 cm lanzettlich bis verkehrt-lanzettlich oder fadenförmig mit glattem oder gesägtem Blattrand.

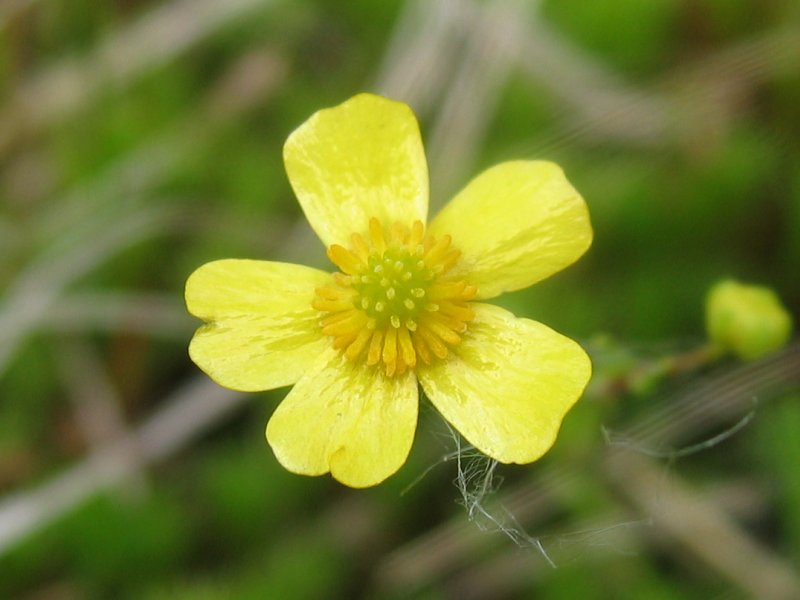
Einzelblüte mit fünf gelben Kronblättern, vielen gelben Staubblättern und vielen grünlichen Fruchtblättern

### Blüte
Die Blütezeit reicht von Mai bis September. Meist stehen viele Blüten an Blütenstielen einzeln in den Blattachseln. Die laubblattähnlichen Tragblätter sind lanzettlich bis verkehrt-lanzettlich. Der Blütenstiel ist gefurcht.
Die zwittrige Blüte ist bei einem Durchmesser von 7 bis 20 Millimetern radiärsymmetrisch und fünfzählig. Der Blütenboden (Receptaculum) ist kahl. Die fünf freien, ausgebreiteten oder schwach zurückgebogenen Kelchblätter sind 1,5 bis 4 mm lang sowie 1 bis 2 mm breit und kahl oder angedrückt steif behaart. Die fünf bis sechs freien Kronblätter sind 2,5 bis 7 mm lang sowie 1 bis 4 mm breit und glänzend blass- bis goldgelb. Die Nektarschuppen sind kahl.

### Frucht
In mit einer Länge von 2 bis 4 Millimetern sowie einem Durchmesser von 3 bis 4 mm mehr oder weniger kugeligen Sammelfrucht stehen viele Nüsschen zusammen. Die kahlen, rundlichen Nüsschen besitzen eine Größe von 1,2 bis 1,6 mm × 1 bis 1,4 mm. Der mit einer Länge von 0,1 bis 0,6 mm relativ kurze, gerade oder gekrümmte, lanzettliche bis linealische Fruchtschnabel nimmt etwa 1/10 der Länge des Nüsschens ein.

### Chromosomenzahl
Die Chromosomenzahl beträgt 2n = 32.

## Inhaltsstoffe
Alle Pflanzenteile des Brennenden Hahnenfußes sind giftig. Daraus leitet sich auch das Artepitheton (wie der alte lateinische Name flammula) und Trivialname (früher auch Brennkraut) ab: Der Saft der Pflanze besitzt einen beißenden, scharfen Geschmack. Giftig ist das bei den Hahnenfußgewächsen häufig vorkommende Protoanemonin (etwa 0,05 %). Es sorgt in frischer Form, wie beim Gift-Hahnenfuß, für starke Schleimhautreizungen. Vom Weidevieh wird diese Pflanzenart gemieden.

## Vorkommen
Der Brennende Hahnenfuß besitzt ein großes natürliches Verbreitungsgebiet auf der Nordhalbkugel in Nordamerika, Nordafrika und Eurasien. Es gibt Fundorte in Kanada und den USA, den Azoren und Madeira, im nördlichen Algerien und Marokko, in der Türkei, im Altai, in Dänemark, Norwegen, Schweden, Finnland, Irland, im Vereinigten Königreich, Belgien, den Niederlanden, Deutschland, Österreich, der Schweiz, Italien, Frankreich, der Iberischen Halbinsel, Tschechien, Slowakei, Ungarn, Polen, Belarus, den Baltischen Staaten, dem europäischen Teil Russlands, der nördlichen Ukraine, dem ehemaligen Jugoslawien, Bulgarien, Rumänien, Albanien und dem nördlichen Griechenland. In Australien ist Ranunculus flammula ein Neophyt.
Der Brennende Hahnenfuß gedeiht vom Tiefland bis in die alpine Region. Die kalkmeidende Pflanze bevorzugt Sümpfe, nasse Wiesen, Wassergräben, Tümpel und Ufer anderer Gewässer. Die hydrologischen Bedingungen sind dabei oft wechselnass; es treten also zeitweilige Überschwemmungen auf, auf die (relative) Trockenphasen folgen. Meist handelt es sich um saure Sand-, Torf- oder Schlammböden.
Der Brennende Hahnenfuß kommt in Pflanzengesellschaften der Verbände Caricion fuscae, Calthion oder Littorellion vor.
In den Allgäuer Alpen steigt die Art  am Riedberger Horn bis in eine Höhe von 1420 m ü NN auf, in Graubünden bis auf 1510 m ü NN. In Österreich ist sie mäßig häufig bis selten in allen Bundesländern anzutreffen. In den westlichen Alpen gilt sie als gefährdet.

## Systematik
Die Erstveröffentlichung von Ranunculus flammula erfolgte 1753 durch Carl von Linné in Species Plantarum, Tomus I, S. 548.
Je nach Autor werden Unterarten und Varietäten angegeben:
- Ranunculus flammula L. var. flammula
- Ranunculus flammula var. ovalis (J.M.Bigelow) L.D.Benson
- Ranunculus flammula var. samolifolius (Greene) L.D.Benson
- Ranunculus flammula subsp. minimus (A.Benn.) Padmore: Sie kommt nur in Großbritannien und in Irland vor.[7]
- Ranunculus flammula subsp. scoticus (E.S.Marshall) Clapham: Sie kommt nur in Irland und Nordschottland vor.

## Nutzung
Der Brennende Hahnenfuß wird selten als Zierpflanze für Teichränder genutzt. Als Heilpflanze im Mittelalter, die lateinisch Apium silvestre (auch Apium risus und „Wilder Eppich“ genannt) genannt wurde, kann neben anderen Hahnenfußarten auch der Brennende Hahnenfuß gemeint gewesen sein.